# دبيق فراشي
الدبيق الفراشي (باللاتينية: Bupleurum papillosum) نوع نباتي ينتمي إلى جنس الدبيق من الفصيلة الخيمية.

## الموئل والانتشار
موطن هذا النوع بلاد الشام وتركيا.